# University of Prince Edward Island
Die University of Prince Edward Island, kurz UPEI, ist eine staatliche Universität der Provinz Prince Edward Island in Kanada. Sie entstand 1969 durch ein Gesetz des Provinzparlaments aus dem Zusammenschluss des Prince of Wales College und der St. Dunstan’s University. Der Campus der Universität befindet sich auf dem ehemaligen Gelände der St. Dunstan’s University in Charlottetown.

## Einteilung der Universität
Die UPEI ist mit Stand 2021 in acht Fakultäten (faculties) eingeteilt:
- Freie Künste (Arts), wozu neben den Sprachen (Englisch, Französisch, Deutsch, Spanisch, Moderne Sprachen) unter anderem auch Psychologie, Christliches Studium, Philosophie, Musik und Geschichte zählen[8]
- Wirtschaftswissenschaften (Business), einschließlich Buchhaltung und Betriebswirtschaftslehre[9]
- Bildung/Pädagogik (Education)[10]
- Graduiertenschule (Graduate Studies) für Master- oder Doktorandenstudiengänge[11]
- Pflege (Nursing)[12]
- Wissenschaften (Science), beispielsweise Physik, Chemie, Biologie, Biotechnologie, Umweltwissenschaften, Nahrungsmittel und Ernährung[13]
- Nachhaltiger Entwurf und Konstruktion (Sustainable Design Engineering)[14]
- Atlantische Schule für Tiermedizin (Atlantic Veterinary College)[15]

Neben diesen Fakultäten gehören außerdem zur Universität das Institut für Klimawandel und Anpassung (School of Climate Change and Adaptation) und das Institut für Mathematik und Informatik (Mathematical and Computational Sciences).

## Zahlen zu den Studierenden
Von den 4.926 Studenten im Oktober 2020 strebten 4.421 ihren ersten Studienabschluss an, sie waren also undergraduates. 505 arbeiteten auf einen weiteren Abschluss hin, sie waren postgraduates.